# Voetpad

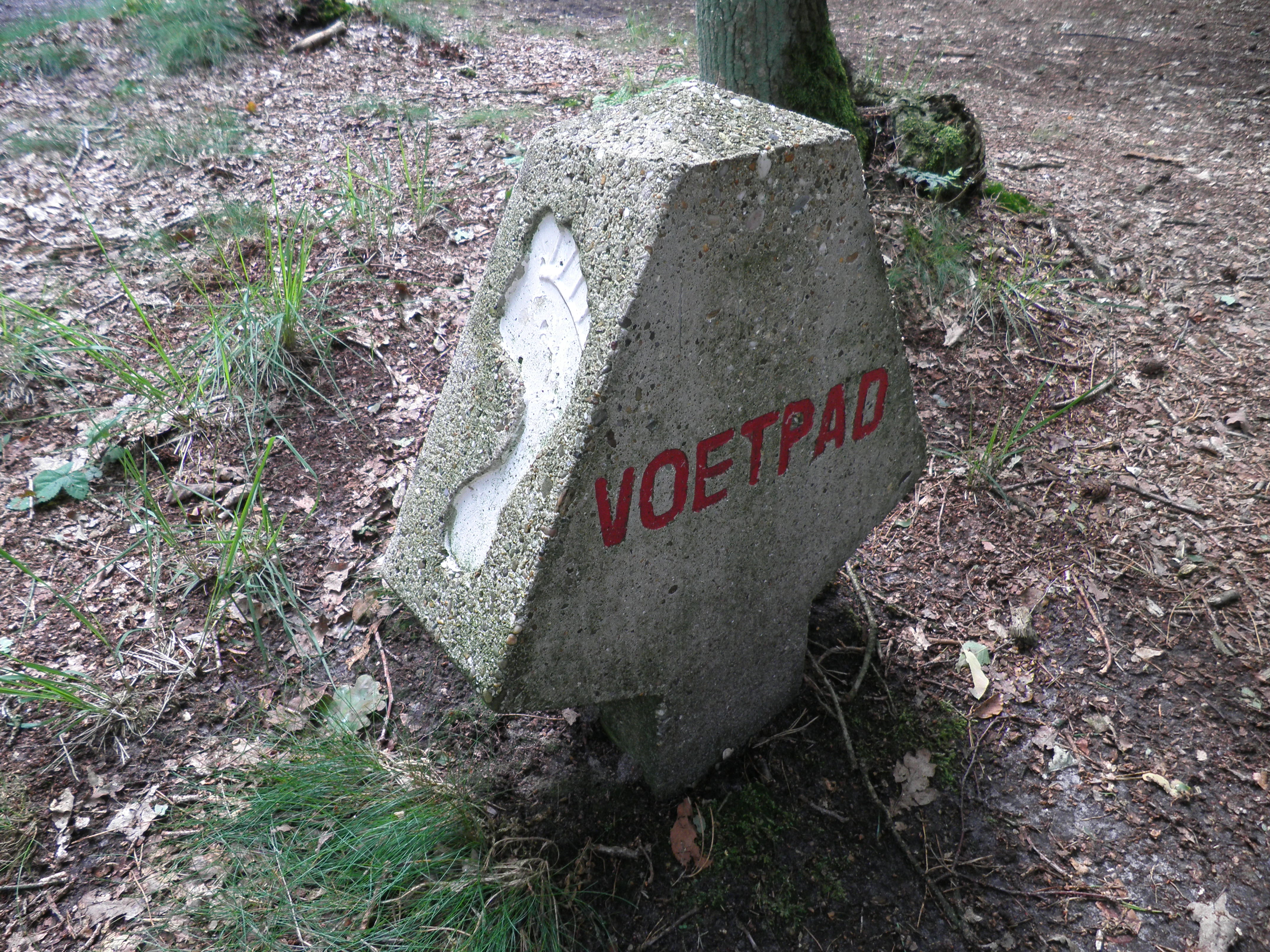
Aanduiding van een voetpad

Een voetpad is een deel van de verkeersinfrastructuur dat uitsluitend bedoeld is voor voetgangers.
Voetpaden door natuurgebieden zijn vaak onverhard. Voetpaden in een bebouwde omgeving zijn vaak bestraat met stoeptegels of klinkers en in sommige gevallen met asfalt.
Een breed voetpad wordt ook wel aangeduid als een voetgangerspromenade, wandelpromenade of een verkeersvrije straat. Wanneer zo’n ruimte deel uitmaakt van een winkelstraat, spreekt men ook wel van een winkelpromenade. Al deze termen vallen onder het bredere begrip promenade of esplanade, waarmee doorgaans een voor langzaam verkeer ingerichte openbare ruimte wordt bedoeld die uitnodigt tot wandelen.
In Nederland worden voetpaden aangegeven met het verkeersbord G7, dat hieronder staat afgebeeld.
Een oudere versie van dit bord toonde een man met een klein meisje.
Een voetpad wordt vaak door een slingerhek afgesloten om fietsers te weren.

## Nederlandse voetpadverkeersborden

C1: Gesloten in beide richtingen voor voertuigen, ruiters en geleiders van rij- of trekdieren of vee
G7: Voetpad (weg of pad bedoeld voor voetgangers); hetzelfde verbod als C1
G8: Einde van voetpad (vanaf hier is ook ander verkeer toegestaan)
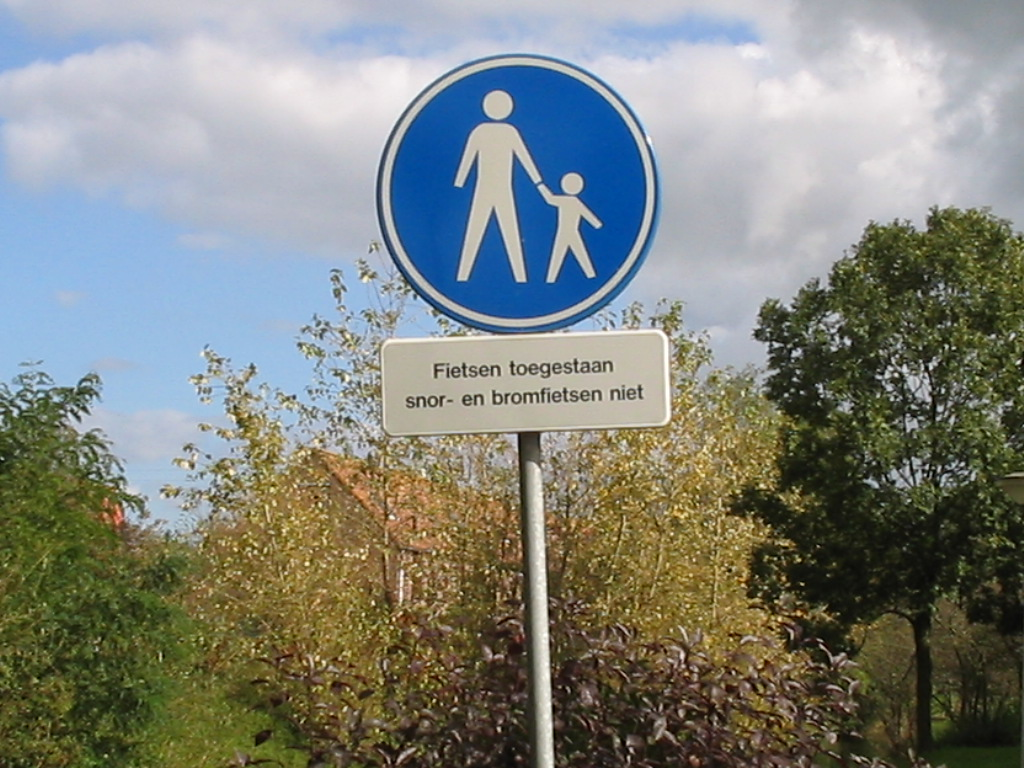
Voetpad, en een onderbord.
Oude versie (tot 1990)

Indien boven een verkeersbord het woord "zone" is aangebracht geldt het tot het verkeersbord waarmee de grens van een zone wordt aangeduid. Vaak worden verkeersborden gebruikt waarin de afbeelding van het eerstgenoemde verkeersbord en het woord "zone" zijn geïntegreerd. Bijvoorbeeld bij bord G7, ook wel genoteerd als G07, zijn er de borden G07-ZB en G07-ZE die het  begin en eind van de zone aanduiden.

## C1
Tot 1966 werden voetpaden in Nederland aangegeven met een geslotenverklaring voor alle bestuurders (wit met rode rand), dat is het bord dat thans nummer C1 heeft.
Dit bord betekent in feite hetzelfde, maar de gevoelswaarde is anders.
In de praktijk wordt C1 tegenwoordig gebruikt voor wegen die niet speciaal voor voetgangers bedoeld zijn, vaak tijdelijk, bij een opgebroken weg.